# Годс (езеро)
Езерото Годс (на английски: Gods Lake) е 7-о по големина езеро в провинция Манитоба. Площта му заедно с островите в него е 1151 км2, която му отрежда 38-о място сред езерата на Канада. Площта само на водното огледало без островите е 1061 км2. Надморската височина на водата е 178 м.
Езерото се намира в източната част на провинцията, на север от езерото Айлънд. Езерото Годс има дължина от запад на изток 80 км, а максималната му ширина е 45 км. Средна дълбочина 13,2 м, а максимална – 75,3 м. Обемът на водата е 13,8 км3. От ноември до юни е покрито с дебела ледена кора, като годишното колебание на водното равнище е от порядъка на ± 0,36 м.
Езерото има изключително силно разчленена брегова линия с дължина от 678 км (без островите в него), с множество заливи, канали, полуострови и острови (площ от 90 км2).
Площта на водосборния му басейн е 20 000 km2, като в езерото се вливат множество реки, най-голяма от които е раке Уесачеуан, а изтича само една – Годс, която е десен приток на река Хейс, вливаща се в Хъдсъновия залив.
Езерото Годс е открито вероятно от трапери, служители на английската „Компания Хъдсънов залив“, търгуваща с ценни животински кожи в началото на XVIII в., но чак през 1880 г. компанията построява първото търговско селище (фактория) Годс Ривър на северния бряг на езерото, в близост до изтичането на река Годс. На остров Елк в средата на езерото се намира селището Годс Лейк, в близост до което е построено летище.